# 臺中工藝專修學校
24°08′14″N 120°40′47″E / 24.137120°N 120.679612°E
臺中工藝專修學校，原稱臺中市工藝傳習所、山中工藝所，為台灣日治時期臺中州臺中市的工藝學校，於1916年創立，培養了陳火慶、賴高山、王清霜等漆藝家。此學校在戰後改為建國工藝學校，並因二二八事件而廢校。

## 沿革
台中市的氣溫高且濕度相對中等，加上各類木材資源豐富且價格低，為適合從事工業製品製作的地方。自東京美術學校（今東京藝術大學）畢業的山中公因此在台中創立了「山中工藝所」，培養學生製作有關於台灣和臺中的工業美術特產，學校位於台中市新富町二丁目1番地。1927年，因時任台中州知事三浦碌郎認為臺中需設立公益性的徒弟養成機構，於是山中工藝所自1928年5月日改由臺中市役所經營，並改稱為「臺中工藝傳習所」，作為三年制的職工養成機關。所長由市役所主任秘書擔任，聘山中先生為主任，設漆工科、轆轤科三年養成課程，各科5名學生，其中6位日本人、4位台灣人，術科由山中工藝所師傅教學，學科比照中學校之英文、數學和國文科，培訓台灣早期漆器工藝的人才。台中工藝傳習所在後來因發生火災，導致教室燒毀，市役所不想經營，於是由山中組公司頂下來，並搬到明治町一丁目6番地（今自由路居仁路口），1936年4月，依私立學校法規改為「私立台中工藝傳習所」，隔年再改為「私立台中工藝專修學校」。

## 戰後發展
二戰後，山中公校長與日籍教職員被遣返回日本，學校由時任沙鹿車站站長的蘇天乞接收，並改稱「建國工藝學校」，但因蘇天乞無意辦學，學校經營陷入困境而欲將學校出售。學校老師在向「和平日報」楊克煌揭露學校將廢校的消息後，謝雪紅募款買下了學校，並擔任校長。後因謝雪紅參與二二八事件和二七部隊，且教師李炳崑與王清霜組織建國工藝學校隊，將學校作為保護中國人的場所，並帶領學生加入二七部隊。學校在事件後被迫解散。

## 學生
王清霜於1937年入學，畢業後經山中公推薦遠赴日本東京進修學習漆藝技術。
陳火慶於1927年入學，1932-45 續在該所製作漆器，並先後於台中市立工藝傳習所和私立台中工藝專修學校兼任學生漆工指導。
賴高山於1937年至台中工藝專修學校學習漆藝，畢業後經山中公推薦遠赴日本東京進修學習漆藝技術。。